# Whiskey de centeno

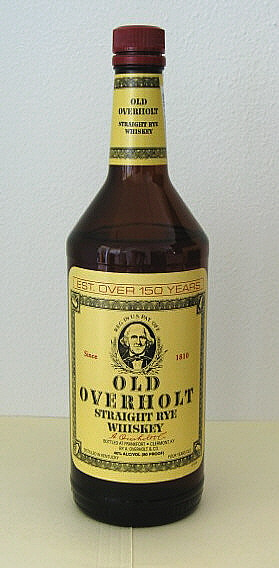
Whiskey.

El whiskey de centeno es un tipo de bebida alcohólica popular en Norteamérica, donde hay dos variedades distintas: el whiskey americano de centeno, que contiene centeno, y el canadiense, que no contiene centeno, pero es denominado así por motivos históricos.
Con este tipo de whiskey se prepara el famoso cóctel Manhattan.

## Whiskey americano de centeno
Esta variedad debe tener al menos un 51% centeno por ley. Los demás ingredientes suelen ser cebada y maíz. Se destila a 80 grados de alcohol como máximo y se envejece en barriles de roble ligeramente quemados. Este whiskey tiene un sabor un poco más dulce que el tradicional o el whisky de Bourbon.
El whiskey de centeno es particularmente popular en el nordeste de Estados Unidos siendo su mayor producción en los siglos XVIII y XIX la localidad de Pittsburgh en Pensilvania, seguido por el estado de Maryland.